# 凱達集團
凱達集團有限公司，簡稱凱達集團（英語：Righteous (Holdings) Limited，港交所除牌時0622.HK）在1980年成立當時一家珠寶公司。而股份在1991年9月16日，於香港交易所主板上市，該公司前身為「幸福集團有限公司」。
曾是英皇集團旗下公司，但由於受到零售市道長期惡化，於是在2000年被銀建國際收購，更名為銀網集團，開拓科技業務，再在2000年11月8日，更名為威華達控股有限公司至今。

## 連結
- Enerchina.com.hk